# Панич Григорій Іванович
Панич Григорій Іванович (нар. 2 травня 1930, село Грушуватка П'ятихатського району Дніпропетровської області — †17 серпня 2005, місто Боярка) — український науковець, мовознавець та енциклопедист, кандидат філологічних наук, доцент Київського національного лінгвістичного університету. Автор численних статей «Енциклопедії сучасної України».

## Біографія
Григорій Панич народився в сім'ї заможних в минулому селян, але його батька Івана Ілліча у жовтні 1937 року було арештовано під час сталінських репресій. За кілька місяців, навесні 1938 року було арештовано і страчено його діда Іллю Терентійовича Панича.
Григорій Панич закінчив Київський державний педагогічний інститут іноземних мов, згодом закінчив аспірантуру і отримав ступінь кандидата філологічних наук, та працював викладачем французької мови а також порівняльної типології французької та української мов. Просував серед студентів українську мову, принципово приймав іспити лише українською.
Проживаючи у м. Боярка, дружив з поетом Іваном Коваленко, переклав його біографію і кілька віршів французькою, а Іван Коваленко присвятив Григорію Івановичу вірш «Все покину і прийду до тебе…»
У червні 1991 року Григорій Панич у складі делегації українських вчених взяв участь у п'ятому міжнародному франко-українському колоквіумі «Козаки України», що відбувся у Сорбонні. За результатами колоквіуму університет Сорбонни у 1995 видав збірник статей «Les Cosaques de l'Ukraine», до складу авторів якого увійшов і Григорій Панич.

## Праці
- Структурно-семантичні особливості французьких прийменників порівняно з українськими[7]
- Роль морфологічної структури основи у вираженні значення суб’єктивної оцінки предмета в українській і французькій мовах[8]
- Українознавчі назви у французьких текстах // Відтворення українських власних назв (антропонімів і топонімів) іноземними мовами[9]
- Конотація українізмів у французькій мові // Проблеми зіставної семантики. Матеріали всеукраїнської наукової конференції. – Київ, 1995
- Les Cosaques dans les chansons populaires ukrainiennes et les soldats dans les chansons folkloriques françaises // Les Cosaques de l'Ukraine. – «Presses De La Sorbonne Nouvelle». Paris,1995[10]

## Вшанування пам'яті
Іменем Григорія Панича названо вулицю в м.Боярка.